# Pallavolo Villanterio 2009-2010
Questa voce raccoglie le informazioni riguardanti la Pallavolo Villanterio nelle competizioni ufficiali della stagione 2009-2010.

## Organigramma societario
Area direttiva
- Presidente: Alessandro Moda

Area tecnica
- Allenatore: Gianfranco Milano
- Allenatore in seconda: Rosario Braia
- Assistente allenatore: Diego Cervone
- Scout man: Gianpietro Capoferri

Area sanitaria
- Medico: Gianluigi Poma
- Preparatore atletico: Rosario Braia
- Fisioterapista: Massimo Nascimbene

## Rosa
| N° | Nome               | Ruolo | Data di nascita   | Nazionalità sportiva |
| -- | ------------------ | ----- | ----------------- | -------------------- |
| 1  | Hanka Pachale      | S     | 12 settembre 1976 | Germania             |
| 5  | Rossana Spinato    | P     | 21 agosto 1977    | Italia               |
| 7  | Laura Frigo        | C     | 26 ottobre 1990   | Italia               |
| 8  | Luna Carocci       | L     | 10 luglio 1988    | Italia               |
| 10 | Dóra Horváth       | S     | 4 marzo 1988      | Ungheria             |
| 11 | Sara De Lellis     | P     | 14 novembre 1986  | Italia               |
| 12 | Anna Grizzo        | S     | 8 marzo 1984      | Italia               |
| 13 | Celeste Poma       | L     | 10 novembre 1991  | Italia               |
| 14 | Sara Caroli        | C     | 16 febbraio 1979  | Italia               |
| 15 | Amaranta Fernández | C     | 11 agosto 1983    | Spagna               |
| 17 | Matea Ikić         | S     | 25 maggio 1989    | Croazia              |
| 18 | Tereza Matuszková  | O     | 3 dicembre 1982   | Rep. Ceca            |